# Cheilotrichia (Empeda) alticola
Cheilotrichia (Empeda) alticola is een tweevleugelige uit de familie steltmuggen (Limoniidae). De soort komt voor in het Neotropisch gebied.